# Buseno
Buseno (do 1943 Busen) – miejscowość i gmina w południowo-wschodniej Szwajcarii, w kantonie Gryzonia, w regionie Moesa. Jest pod względem liczby mieszkańców najmniejszą gminą w regionie.

## Demografia
W Buseno mieszka 91 osób. W 2020 roku 9,9% populacji gminy stanowiły osoby urodzone poza Szwajcarią. 